# Marko Dmitrović
Marko Dmitrović (serbisch-kyrillisch Марко Дмитровић; * 24. Januar 1992 in Subotica) ist ein serbischer Fußballspieler. Der Torwart steht seit 2021 in der Primera División beim FC Sevilla unter Vertrag.

## Karriere

### Verein
Seine Karriere begann Dmitrović bei FK Roter Stern Belgrad. 2013 wechselte er nach Ungarn zu Újpest Budapest. Nach einem kurzen Karrierezwischenstopp in England bei Charlton Athletic im Jahr 2015, wechselte Dmitrović zunächst leihweise für ein Jahr und anschließend ablösefrei zu AD Alcorcón. Dort gab er sein Debüt am 22. August 2015 in der zweiten spanischen Liga gegen RCD Mallorca. In der Sommerpause 2017 schloss er sich für eine Ablöse von einer Million Euro SD Eibar an. Nach vier Jahren bei Eibar wechselte er im Juli 2021 zum FC Sevilla. In der Saison 2022/23 bestritt er 15 von 38 möglichen Ligaspielen für Sevilla. Dazu kommen fünf Pokalspiele, zwei Spiele in der Champions League und drei Spielen in der Europa League. Die Saison endete mit dem Gewinn der Europa League.

### Nationalmannschaft
Nachdem Marko Dmitrović bereits Spiele für die serbische U-19 und U-21 bestritten hatte, debütierte er am 14. November 2017 in einem Freundschaftsspiel gegen Südkorea. 2018 nahm er mit Serbien an der Fußball-WM teil, kam jedoch zu keinem Einsatz. Serbien schied nach der Vorrunde aus. Auch bei der WM 2022 gehörte er zum serbischen Kader, wurde aber erneut nicht eingesetzt. Erneut endete die WM für Serbien nach der Vorrunde.

## Erfolge
- Serbischer Pokalsieger: 2012
- Ungarischer Pokalsieger: 2014
- UEFA Europa League: 2023